# علامة الشعر
علامة الشعر (بالأردو علامت شعر) وعلامة بداية البيت ؎ الفرق بينها وبين علامة الحاشية ؂ أنها تأتي على السطر وأما علامة الحاشية فتأتي تحته وفوقها عدد الحاشية. وتأتي الأولى في بداية بيت الشعر. والعلامة مشابهة كذلك لرمز الخمسة والستين بخط السياقة.
| العلامة                  | ؎                |
| رمز يونيكود              | U+060E (1550)    |
| مجموعة يونيكود           | Arabic           |
| الرمز في جافا            | "\u060e"         |
| الرمز في جافاسكربت       | "\u060e"         |
| الرمز في بايثن           | u'\u060e'        |
| الرمز في إتش تي إم إل    | &#1550; &#x060e; |
| الرمز في عناوين الإنترنت | q=%D8%8E         |
| يو تي إف 8               | d8 8e            |
| يو تي إف 16              | 060e             |